# Нео Радіо
Не́о Ра́діо (також варіант написання Неорадіо) — шептицька недержавна музично-інформаційна радіостанція. Слоган: «Настрій твого життя!». Працює на частоті 100,5 FM, а також в мережі Інтернет.
Музичний формат: сучасна популярна музика, і перевірені часом хіти останніх років, 90-х, 80-х. В ефірі станції присутні інтерактивно-розважальні, пізнавальні, вітальні програми та інформаційні випуски.
Станція транслює радіошоу німецького діджея Маркуса Шульца під назвою Global DJ Broadcast. Окремі передачі неодноразово ставали фіналістами та лауреатами різноманітних творчих конкурсів, канал має нагороди від Національної спілки журналістів України.
Цільова вікова аудиторія — 20—55 років.
Станція розпочала мовлення 1 вересня 1998. До 1 вересня 2001 станція виходила в ефір з позивними «Радіо Едеґем».